# Moehringia macrophylla
Moehringia macrophylla är en nejlikväxtart som först beskrevs av William Jackson Hooker, och fick sitt nu gällande namn av Edward Fenzl. Moehringia macrophylla ingår i släktet skogsnarvar, och familjen nejlikväxter. Inga underarter finns listade i Catalogue of Life.

## Bildgalleri

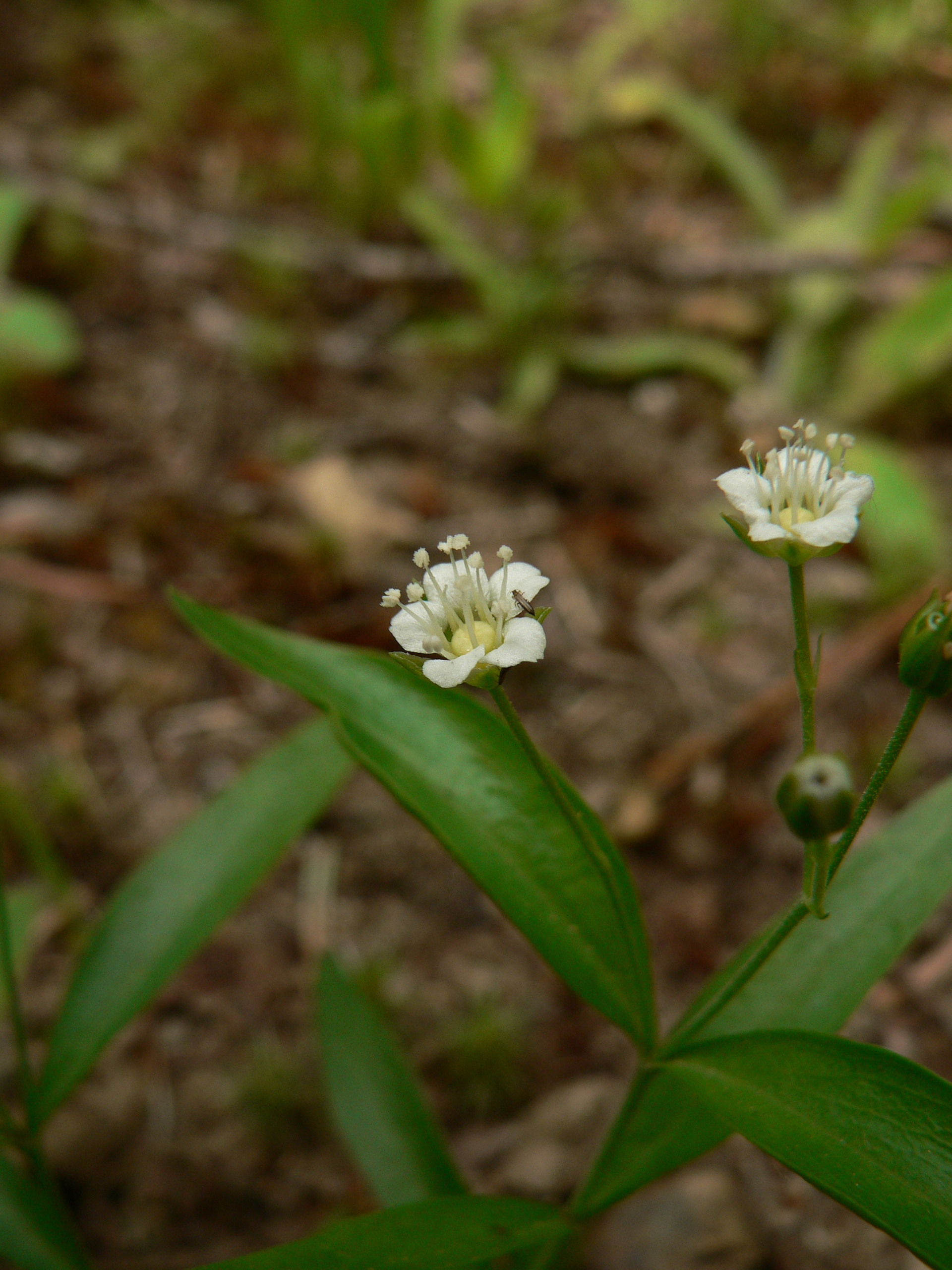
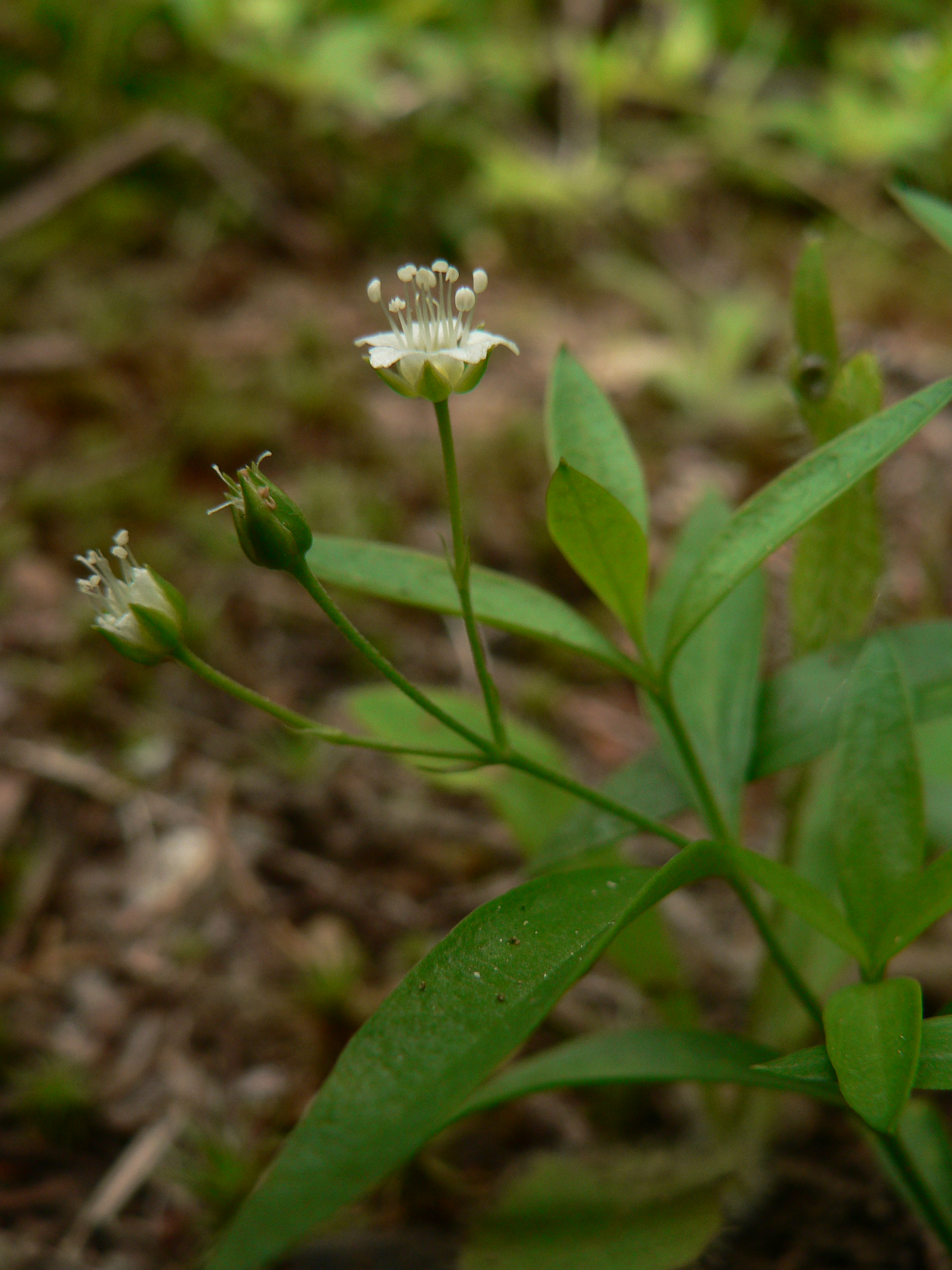
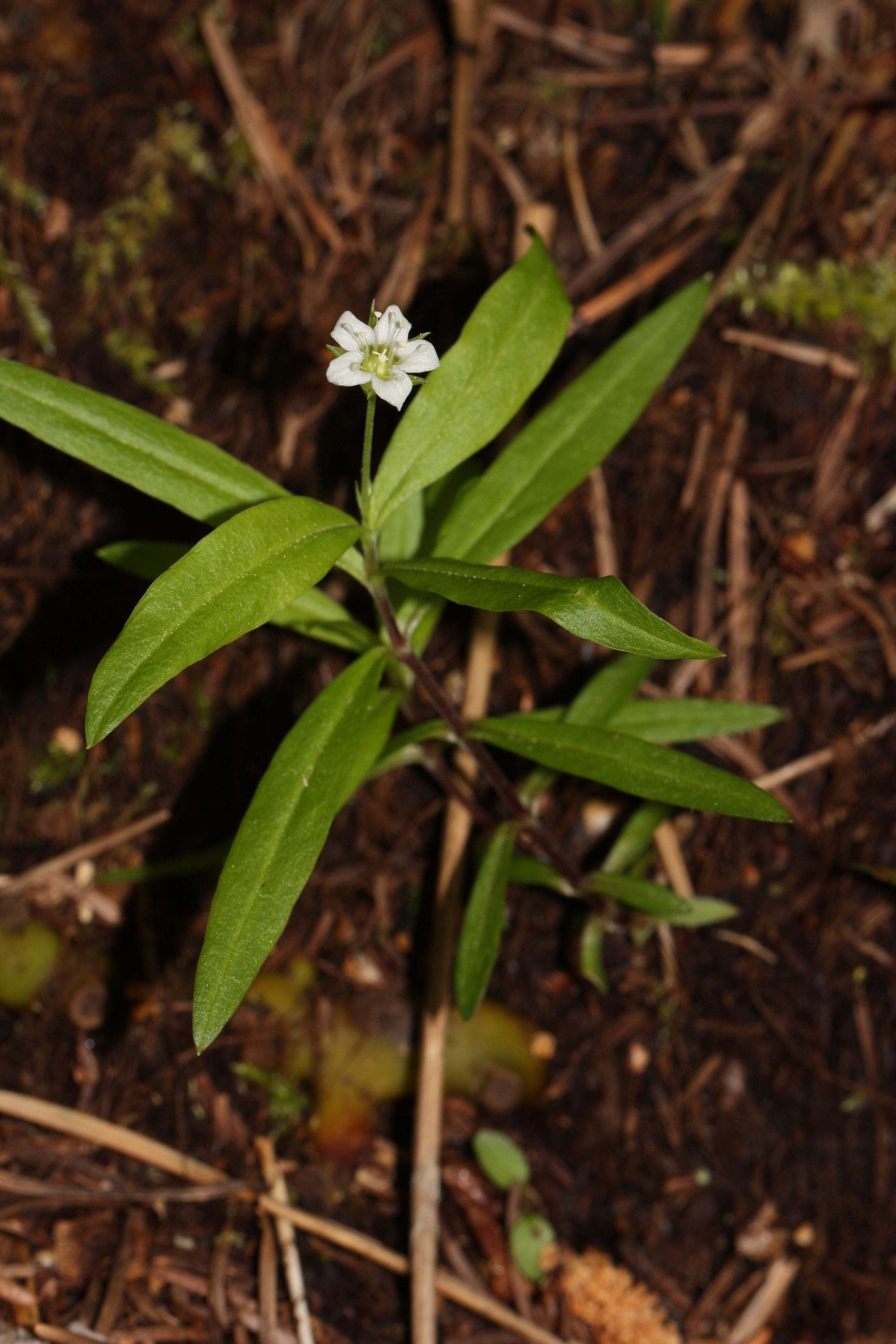
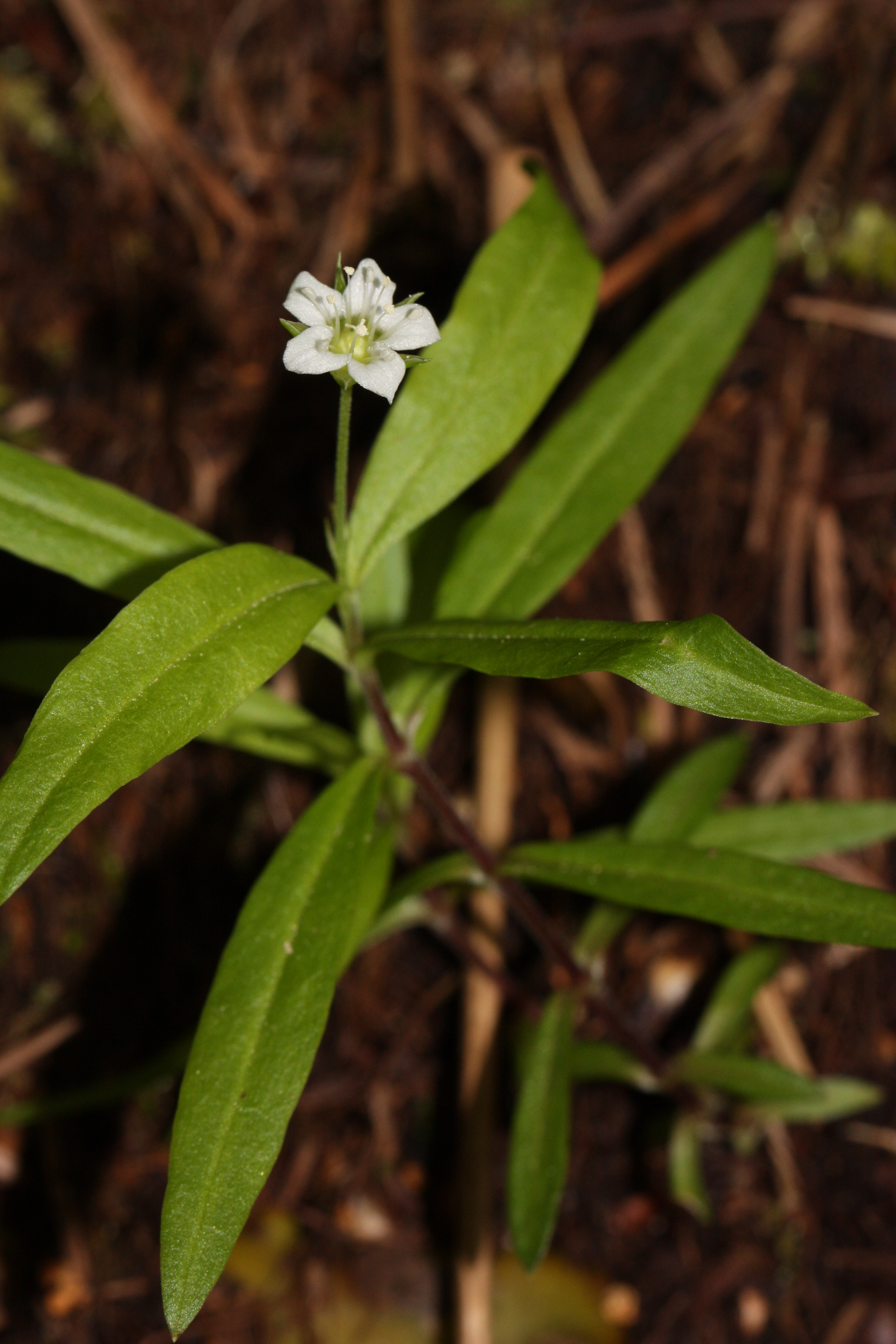
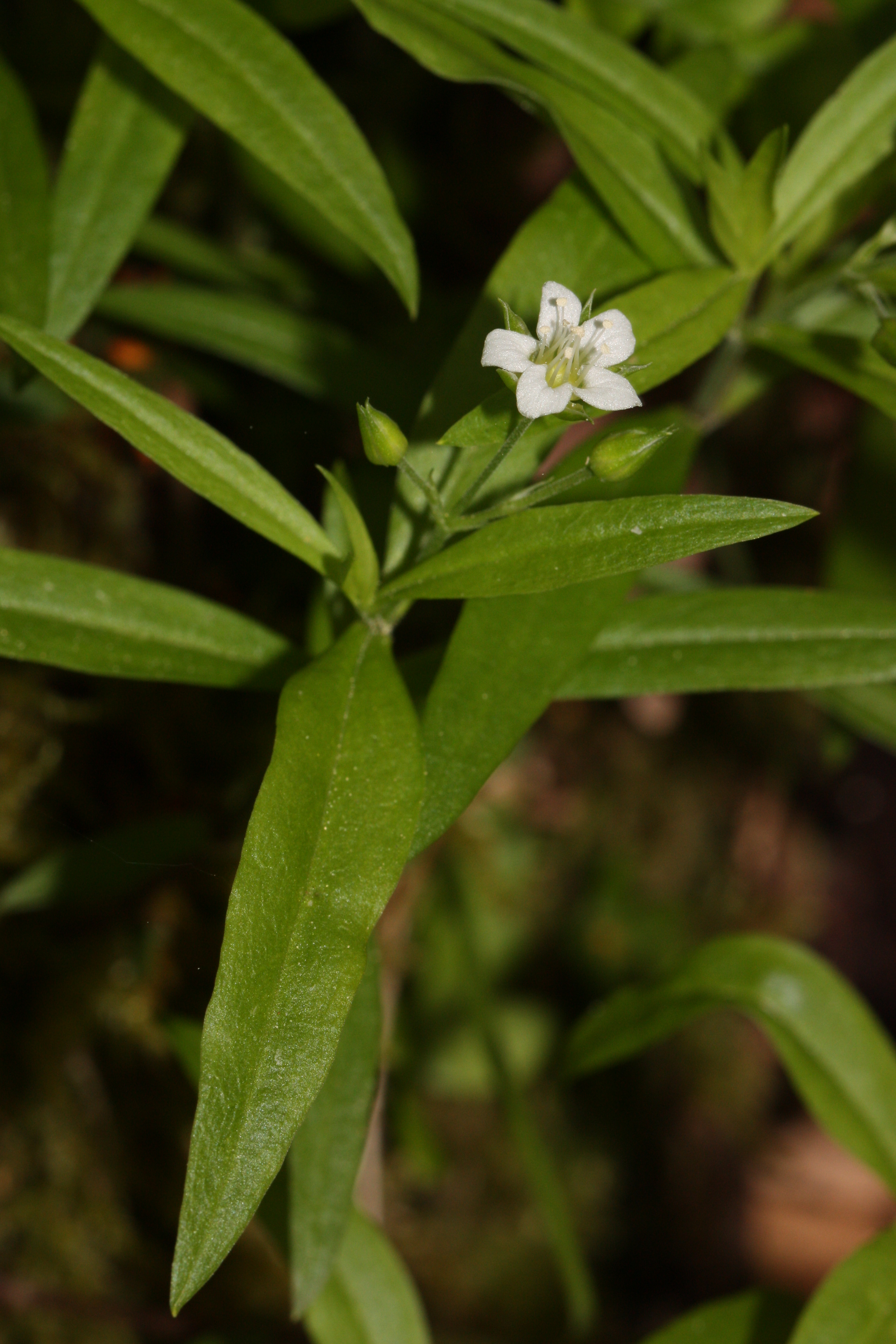
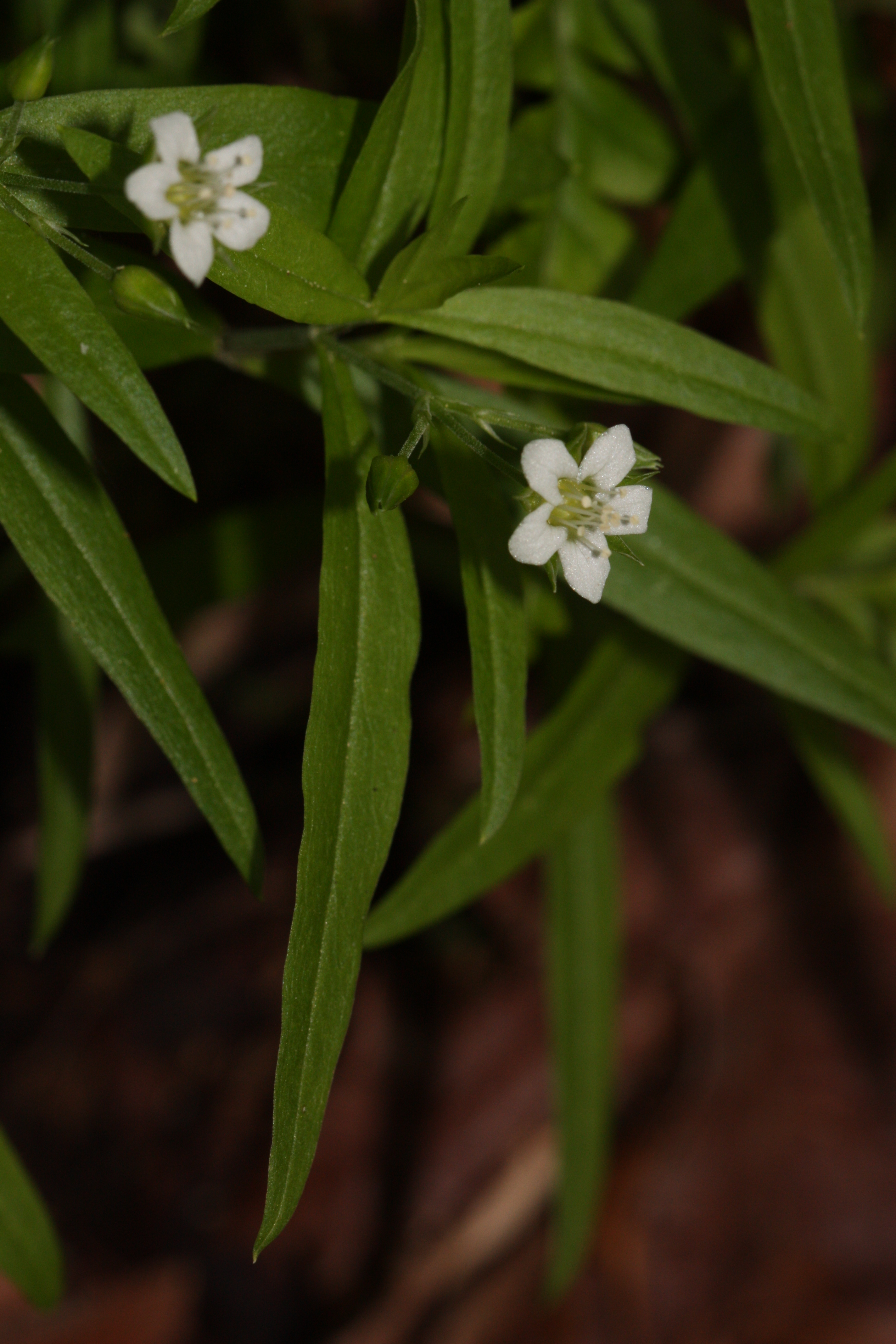